# Phytoecia lahoulensis
Phytoecia lahoulensis är en skalbaggsart som beskrevs av Stefan von Breuning 1951. Phytoecia lahoulensis ingår i släktet Phytoecia och familjen långhorningar. Inga underarter finns listade i Catalogue of Life.